# Daniel Russell Brown

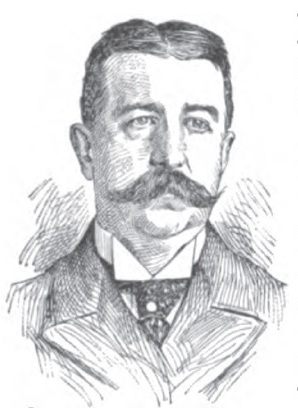
Daniel Russell Brown

Daniel Russell Brown (* 28. März 1848 in Bolton, Tolland County, Connecticut; † 28. Februar 1919 in Providence, Rhode Island) war ein US-amerikanischer Politiker und von 1892 bis 1895 Gouverneur des Bundesstaates Rhode Island.

## Frühe Jahre und politischer Aufstieg
Daniel Brown besuchte die öffentlichen Schulen seiner Heimat. Danach arbeitete er in einem Eisenwarengeschäft. Später wurde er Verkaufsleiter eines solchen Geschäfts in Hartford. Nach einem Umzug nach Providence wurde er Teilhaber einer Firma, die Ersatzteile für Webereien verkaufte. Politisch wurde er Mitglied der Republikanischen Partei. Im Jahr 1872 wurde er in den Stadtrat von Providence gewählt, in dem er vier Jahre lang verblieb. Im Jahr 1885 lehnte er die ihm angetragene Kandidatur für das Amt des Bürgermeisters dieser Stadt ab. Bei den Präsidentschaftswahlen 1888 war er einer der Wahlmänner von Benjamin Harrison.

## Gouverneur von Rhode Island
Im Jahr 1892 wurde er zum neuen Gouverneur seines Staates gewählt. Seine Wiederwahl im Jahr 1893 erfolgte durch die Legislative, weil es bei der Wahl keine eindeutige Mehrheit gab. Seine dritte Wahl im Jahr 1894 erfolgte wieder auf dem regulären Weg. Insgesamt war er zwischen dem 31. Mai 1892 und dem 29. Mai 1895 Gouverneur von Rhode Island. In dieser Zeit wurde die Staatsverfassung reformiert. Bei Wahlen reichte zukünftig die relative Mehrheit der Stimmen für einen Wahlsieg aus. Ebenfalls in seiner Amtszeit wurden an den Schulen kostenlose Schulbücher eingeführt und das Straßennetz des Staates ausgebaut.

## Weiterer Lebenslauf
Im Jahr 1896 wurde Brown von den Neuenglandstaaten als Kandidat für die Vizepräsidentschaft ins Gespräch gebracht. Die Nominierung neben William McKinley ging dann aber an Garret Hobart, der bereits 1899 verstarb. Daniel Brown widmete sich danach wieder seinen privaten Interessen. Er starb im Februar 1919. Er heiratete am 14. Oktober 1874 Isabel Barrows, mit der er drei Kinder hatte, Milton Barrows Brown, Isabel Russell Brown (später Brunschwig) und Hope Caroline Brown (später Chapin). Hope war im April 1912 an Bord des britischen Passagierschiffes Carpathia, als dieses die Überlebenden des Untergangs der Titanic rettete.